# Diana Dragutinović

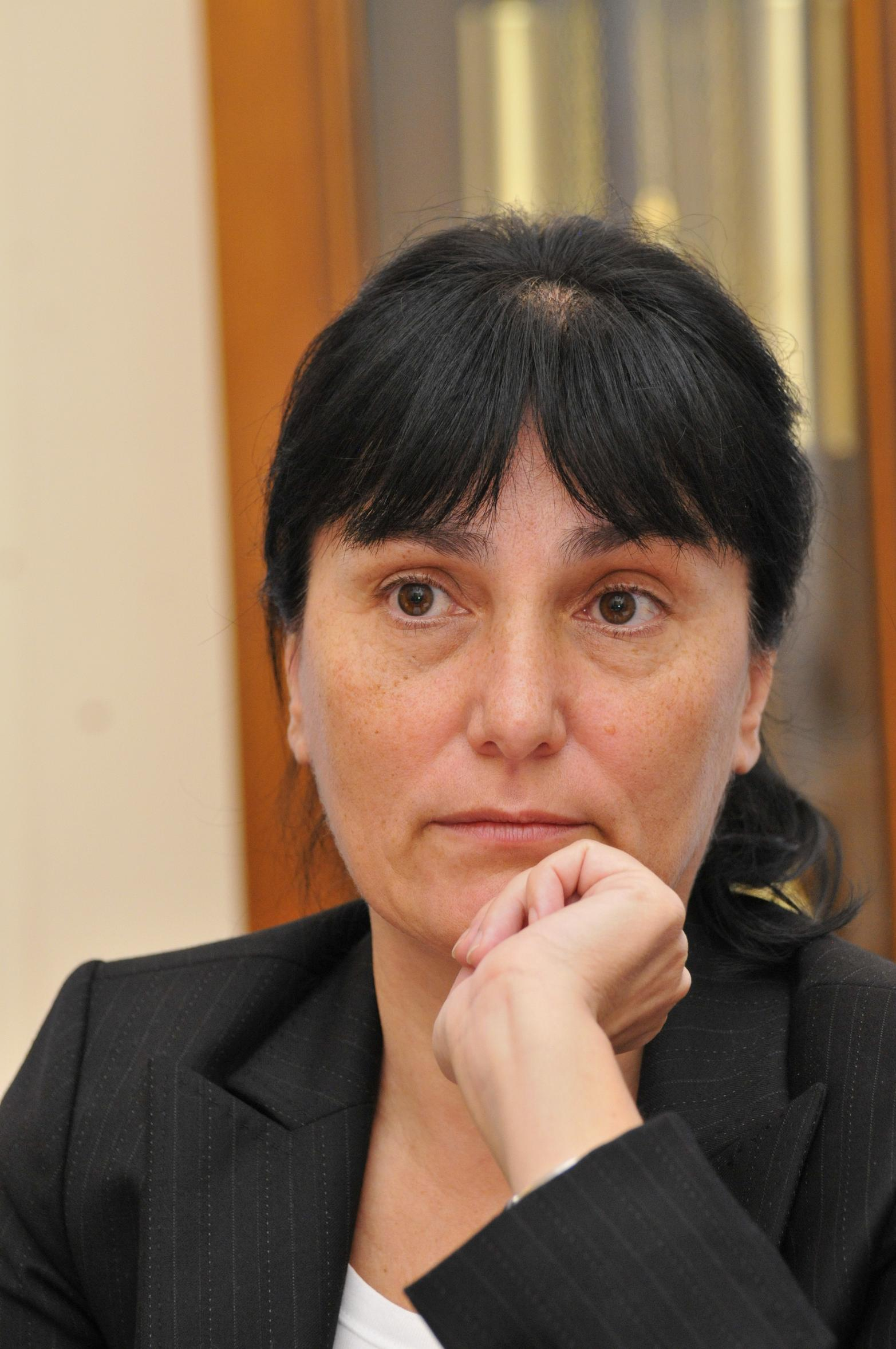
Deaguinovic, 2008

Diana Dragutinović (serbisch-kyrillisch Диана Драгутиновић; * 6. Mai 1958 in Belgrad) war Finanzministerin in Serbien.
Dragutinović graduierte an der Wirtschaftsfakultät der Belgrader Universität. Von 2001 bis 2002 arbeitete sie als Berater für das Finanz- und Wirtschaftsministerium Serbiens. 2002 bis 2004 war sie für den internationalen Währungsfonds tätig.
Am 1. September 2004 wurde sie Vizegouverneurin der serbischen Nationalbank und verantwortlich für Forschung, Statistik, Geldpolitik und Bezahlsysteme. Am 7. Juli 2008 wurde sie Finanzministerin der damaligen serbischen Regierung.
Sie ist Autorin, verheiratet und Mutter von zwei Kindern.